# Kevin Maltsev
Kevin Maltsev, född 4 juli 2000, är en estländsk backhoppare. Maltsev blev tjugofyra vid European Youth Olympic Festival 2017 i Erzurum, Turkiet. Nästa säsong debuterade han i Världscupen i backhoppning, den 24 november 2017 i Ruka. Han kom på artonde plats i Juniorvärldsmästerskapen i nordisk skidsport 2018 i Kandersteg, Schweiz. Hans bästa placering i Continentalcupen är en sjuttonde plats från Zakopane, Polen i mars 2018. Maltsev deltog i Olympiska vinterspelen 2018 men tog sig inte vidare från kvalet.
Han deltog i Världsmästerskapen i nordisk skidsport 2019 i Innsbruck/Seefeld och slutade på trettionde plats i normalbacke.